# عنصر جنایت
عنصر جنایت (به انگلیسی: The Element of Crime) اولین فیلم بلند سینمایی کارگردان دانمارکی، لارس فون تریه، محصول سال ۱۹۸۴ است. این فیلم اولین قسمت از سه‌گانهٔ اروپای فون تریه است که دو قسمت دیگرش اپیدمیک و اروپا هستند. این فیلم اولین گام‌های کارگردان برای ساخت وحشت درونی سینما برای سینما است

## سبک
فیلم از قراردادهای سینمای نئونوآور مانند تصویرهای تک‌رنگ، شب همیشگی و وجود همیشگی آب مانند رودخانه و باران، استفاده می‌کند. بیشتر فیلم در نور لامپ بخار سدیم فیلم‌برداری شده‌است که باعث شده تصاویر حال و هوای سپیا داشته باشد که رنگ زرد در آنها شدت بیشتری دارد. از آنجاییکه برخلاف لامپ‌های معمول، لامپ‌های سدیم فقط پرتوهایی در طول موج‌های مشخص ساطع می‌کنند، ظاهر فیلم همواره تک‌رنگ به نظر می‌رسد. در طول فیلم این نور سپیا گاهی در تضاد با نورهای قرمز یا آبی قرار می‌گیرند.
دنیای فیلم، دنیایی نیمه سیال است. اشیای بی‌نظم یکسان یا غیرمربوط در بسیاری از صحنه‌های فیلم به چشم می‌آیند که نشان از جامعه‌ای در حال فروپاشی دارد. از جمله این اشیا می‌توان به کاغذهای سفید، لامپ‌ها، دسته کلیدها، چاقوهای جراحی، بطری‌های شیشه‌ای و قوطی‌های نوشابه اشاره کرد.
لحن آرام فیلم، صحنه‌های تیره و تصویرهای گاهی سوررئال به فیلم کیفیتی رویاگونه می‌دهند. به علاوه، دیالوگ‌های متناقض زیادی در فیلم وجود دارد. برای مثال در یک صحنه گفتگوی میان فیشر و خدمتکار خانه آزبورن خدمتکار در جواب فیشر که می‌پرسد آیا همیشه این موقع سال هوا آنقدر تاریک است می‌گوید:
دیگر هیچ فصلی وجود ندارد. سه تابستان قبلی، تابستان نبودند. هوا همواره تغییر می‌کند. هیچ وقت عوض نمی‌شود.
در شروع فیلم، صحنه‌ای از یک الاغ نمایش داده می‌شود که به پشت خوابیده و به سپس به آرامی سعی می‌کند بلند شود. این صحنه ادای دینی به فیلم آندری روبلوف اثر آندری تارکوفسکی است. تریه پیش از این آثار تارکوفسکی را تحسین کرده بود.

## بازخورد
عنصر جنایت در ابتدا با نقدهای متفاوت و متضادی روبرو شد اما هم‌اکنون یکی از فیلم‌های تأثیرگذار محسوب می‌شود که عموماً نقدهای مثبتی گرفته‌است.